# Jean Leurechon

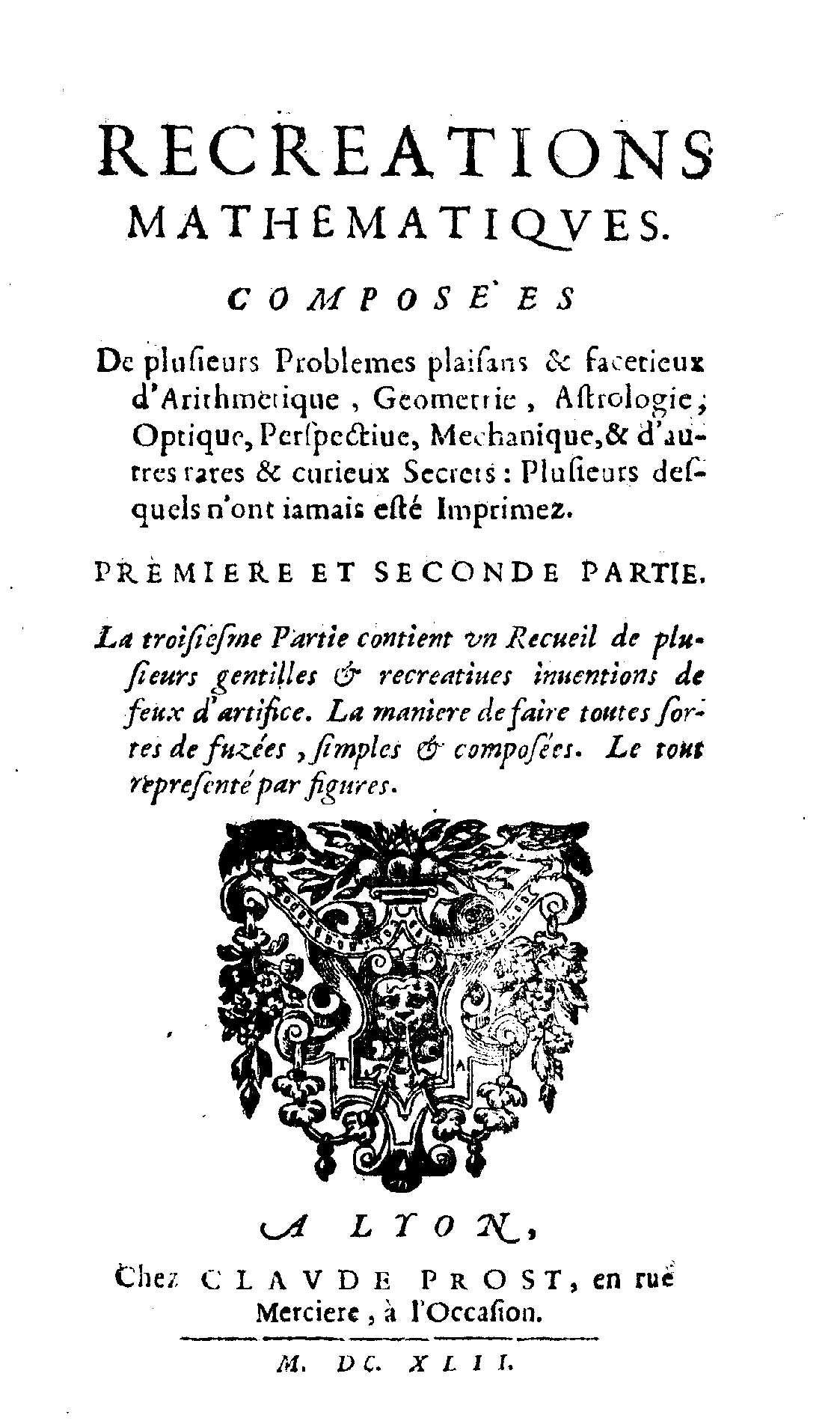
Récréations mathématiques, 1642

Jean Leurechon (c. 1591 – 17 de janeiro de 1670) foi um padre jesuíta, astrônomo e matemático francês conhecido por ter descoberto o princípio da casa dos pombos e nomeado o termômetro.

## Vida
Leurechon nasceu em Bar-le-Duc, onde seu pai, também chamado Jean Leurechon, trabalhava como médico do Duque de Lorena. Ele enviou Leurechon para ser educado na universidade jesuíta de Pont-à-Mousson, desejando que ele se tornasse um médico; mas, sabendo que Leurechon desejava integrar o clero, trouxe-o de volta para Bar-le-Duc. Em 1609, Leurechon fugiu de casa para retornar aos Jesuítas, e relata-se que isso enfureceu tanto sua mãe que ela tentou assassinar o líder da ordem jesuísta local com uma adaga. Seu pai apelou ao parlamento de Paris, que tinha jurisdição sobre Pont-à-Mousson, e Leurechon teve que voltar para Bar-le-Duc, onde o Duque ordenou que Leurechon fosse mantido no convento dos Mínimos em Nancy. Isso não abateu sua vontade e, depois de um mês, seus pais deixaram-no partir.
Leurechon lecionou matemática de 1614 a 1629 em Pont-à-Mousson, e, em 1631, tornou-se reitor do Collège Gilles de Trèves, uma escola jesuíta em Bar-le-Duc. Essa posição trouxe a reconciliação com seus pais, que legaram seus bens aos jesuítas. Em Bar-le-Duc, ele também recebeu a confissão de Carlos IV, Duque de Lorena.
De 1649 a 1655, ele trabalhou em uma capela militar em Bruxelas. Ele morreu em 17 de janeiro de 1670 em Pont-à-Mousson.

## Trabalhos
Depois de dois trabalhos anteriores sobre astronomia, em 1619 Leurechon publicou dois trabalhos sobre um cometa que foi avistado em novembro e dezembro de 1618. Em 1622 ele publicou o livro Selectæ Propositiones in Tota Sparsim Mathematica Pulcherrimæ. Outro livro, Récréations Mathématiques, sobre matemática recreativa, foi publicado em 1624 em Pont-à-Mousson sob o nome de H. van Etten, descrito na dedicatória do livro como um estudante que vivia em Pont-à-Mousson. A autoria da obra é usualmente atribuída a Leurechon, e o nome van Etten costuma ser interpretado como um pseudônimo ou como uma "modesta" atribuição incorreta, mas isso foi contestado por alguns estudiosos, que argumentam que um estudante real chamado van Etten foi o autor. O livro foi influente no campo da matemática recreativa, o que lhe rendeu várias republicações.
O livro de 1622 continha uma breve referência ao princípio da casa dos pombos, escrita muito antes de ele ser enunciado por Peter Gustav Lejeune Dirichlet, a quem geralmente é atribuído, em 1834. No livro de 1624, o princípio encontra-se exposto com maior detalhamento. O livro de 1624 também continha o primeiro uso da palavra thermomètre (termômetro) para se referir ao aparelho utilizado para medir temperaturas, anteriormente chamado de thermoscope (termoscópio).